# Spoil Engine
Spoil Engine est un groupe de thrash metal mélodique belge formé en 2004.

## Historique
Le groupe est formé en 2004 à Roulers en Belgique. Leur premier EP sort en 2006, et leur premier album l'année suivante. Spoil Engine est à l'affiche du Graspop Metal Meeting 2007 et du Durbuy Rock Festival 2008.
Leur deuxième album sort en 2009 avec le label Roadrunner Records. Le groupe joue lors de plusieurs festivals donc l'Alcatraz Metal Festival 2009.
En 2012, Spoil Engine sort son troisième album, The Art of Imperfection. La tournée qui suit compte notamment des dates en première partie de Megadeth.
En 2015, le chanteur fondateur Niek Tournois quitte le groupe pour se concentrer sur sa vie de famille. Il est remplacé par Iris Goessens, ancienne chanteuse de Drunken Dreams, groupe qui ne poursuivra pas après son départ.
Le quatrième album Stormsleeper sort d'abord en version courte, puis et réédité en 2017 par Arising Empire, un sous-label de Nuclear Blast. La même année, le groupe assure la première partie de Papa Roach et de Prong. 
En 2019 paraît l'album Renaissance Noire. Jeff Walters, le chanteur de Carcass, intervient sur le morceau The Hallow. L'album reçoit de bonnes critiques. Spoil Engine est à l'affiche de 70000 Tons of Metal 2020. 

## Membres

### Membres actuels
- Iris Goessens - chant
- Steven « gaze » Sanders - guitare
- Dave De Loco - basse
- Matthijs Quaars - batterie

### Anciens membres
- Niek Tournois - chant
- Nick Vandenberghe - guitare
- Steven Demey - batterie
- Kristof Taveirne - basse
- Bart Vandeportaele - guitare